# شاده آدو
شادِی آدو (به انگلیسی: Sade Adu) خواننده، آهنگساز، شاعر و تهیه‌کننده موسیقی نیجریه ای-بریتانیایی است. شده یکی از موفق‌ترین خوانندگان زن جهان است این در حالی یست که سبک او پاپ نیست و موسیقی او از جاز و بلوز و سول تشکیل شده‌است. وی خواننده اصلی گروه موسیقی شَدِه است. صدای منحصربه‌فرد او مانند اشعار و سبک موسیقی او هر سه ترکیبی بدیع و منحصربه‌فردی را به وجود آورده‌اند که او را به یکی از موفق‌ترین خوانندگان تاریخ با بیش از ۵۰ میلیون فروش جهانی تبدیل کرده‌است.
سبک موسیقی شَدِه جنبهٔ عامه‌پسند ندارند، بلکه متن آهنگ‌های او بیشتر دربارهٔ ارتباط میان انسان‌هاست و از افکار خودش سرچشمه می‌گیرد.
وی قبل از روی‌آوردن به موسیقی، در دانشگاه در رشته طراحی لباس درس می‌خوانده و به عنوان مانکن کار می‌کرده‌است.